# ウィリアム・ダグラス (初代クイーンズベリー伯爵)
初代クイーンズベリー伯爵ウィリアム・ダグラス（英語: William Douglas, 1st Earl of Queensberry、1581年以降 – 1640年3月8日）は、スコットランド貴族。

## 生涯
第8代ドラムランリグ領主サー・ジェームズ・ダグラス（Sir James Douglas, 8th of Drumlanrig、1615年8月没）と妻メアリー（Fleming、第5代フレミング卿ジョン・フレミングの娘）の長男として生まれた。
1606年に父と第9代マクスウェル卿ジョン・マクスウェルの紛争に参加したほか、自身も近隣の領主との紛争が多く、1614年7月には第9代サンカーのクライトン卿ロバート・クライトンやキルモーズ卿ウィリアム・カニンガムに決闘の挑戦状を送ったとして起訴されている。
1617年にスコットランド王ジェームズ6世（イングランド王としてはジェームズ1世）がスコットランドを訪れたとき、ダグラスの所有していたドラムランリグ城にも訪問しており、7月31日に同地での宴会に参加した後8月1日にイングランドに戻った。
1620年7月27日、ダンフリーズ州長官に任命された。次代のスコットランド王チャールズ1世にも気に入られ、1628年4月1日にスコットランド貴族であるドラムランリグ子爵とホーイック＝ティバーズのダグラス卿に、1633年6月13日にクイーンズベリー伯爵に叙された。
1622年に初代カーライル伯爵ジェームズ・ヘイからトーソーワルドを、1637年12月19日に第9代サンカーのクライトン卿ウィリアム・クライトン（後の初代ダンフリーズ伯爵）からサンカーの領地を入手した。また、1623年にホイックの領地を入手している。
1640年3月8日に死去、息子ジェームズが爵位を継承した。

## 家族
1603年7月20日、イソベル・カー（Isobel Ker、1628年没、初代ロジアン伯爵マーク・カーの娘）と結婚、4男2女をもうけた。
- ジェームズ（英語版）（1622年以前 – 1671年） - 第2代クイーンズベリー伯爵[1]
- ウィリアム - アグネス・フォーサイド（Agnes Fawsyde、1649年以前没、ジョージ・フォーサイドの娘）と結婚、子供あり。その後、1649年にジーン・リデル（Jean Riddell、アンドルー・リデルの未亡人、サー・ロバート・ステュアートの娘）と再婚[1]
- アーチボルド - 子供あり
- ジョージ - 子供なし
- マーガレット - 1622年12月、初代ハートフェル伯爵ジェームズ・ジョンストン（英語版）と結婚、子供あり
- ジャネット - 第2代カークブリー卿トマス・マクレラン（英語版）と結婚

## 関連図書
- Vian, Alsager Richard (1888). "Douglas, William (d.1640)" . In Stephen, Leslie (ed.). Dictionary of National Biography (英語). Vol. 15. London: Smith, Elder & Co. p. 367.
- Chisholm, Hugh, ed. (1911). "Queensberry, Earls, Marquesses and Dukes of" . Encyclopædia Britannica (英語). Vol. 22 (11th ed.). Cambridge University Press. pp. 730–731.

| スコットランドの爵位 | スコットランドの爵位                 | スコットランドの爵位      |
| -------------------- | ------------------------------------ | ------------------------- |
| 爵位創設             | クイーンズベリー伯爵 1633年 – 1640年 | 次代 ジェームズ・ダグラス |
| 爵位創設             | ドラムランリグ子爵 1628年 – 1640年   | 次代 ジェームズ・ダグラス |